# Rogier Michael
Pour les articles homonymes, voir Michael.
Rogier Michael (né à Mons vers 1552, mort à Dresde le 25 janvier 1619) était un chanteur, compositeur et maître de chapelle franco-flamand.
Rogier Michael a reçu sa formation musicale comme enfant à la chapelle impériale de Vienne, puis dans cette même chapelle à Graz, sous les maîtres Johannes de Cléve, Annibale Padovano et Jacob de Brouck. Il continua sa formation musicale durant trois ans en Italie, probablement auprès de Andrea Gabrieli à Venise. De retour il fut engagé de 1572 à 1574 comme ténor à la chapelle musicale de la cour d'Ansbach. Après à la cour de Dresde où il devint maitre de chapelle en 1587. 
Son œuvre se compose essentiellement de musique sacrée, d'un style franco-flamand tardif, avec des influences italiennes. En raison de problèmes de santé, Michael Praetorius et puis Heinrich Schütz devinrent ses assistants, le dernier lui succéda. 
Rogier Michael est le père du compositeur Tobias Michael (1592-1657).